# Lisbeth Movin
Lisbeth Movin (25. august 1917 – 7. november 2011) var en dansk skuespillerinde og filminstruktør.
Hun blev student i 1937. Uddannet fra Det kongelige Teaters elevskole (1939-1941) og ansat på teatret de følgende to år. Herefter engageret på Det ny Teater i årene 1943-50 og igen i 1968. Indimellem arbejdede Lisbeth Movin som freelance.
Gennem fire år var hun medlem af kommunalbestyrelsen for Det Konservative Folkeparti i Hørsholm Kommune.
Hun var gift med filminstruktøren og skuespilleren Lau Lauritzen jun, sammen havde de tre børn. Lisbeth Movin døde den 7. november 2011 på Hillerød Hospital, i en alder af 94.  Lisbeth Movin og Lau Lauritzen jun. er begge begravet på "Lau Laurtizen familiegravsted" på Hørsholm Kirkegård. 

## Filmografi (udvalgt)
| - Et skud før midnat - 1942 - Søren Søndervold - 1942 - Vredens dag - 1943 - Når man kun er ung - 1943 - Jeg mødte en morder - 1943 - Frihed, lighed og Louise - 1944 - De røde enge - 1945 - Lise kommer til byen - 1947 - Støt står den danske sømand - 1948 - Hr. Petit - 1948 - Det gælder os alle - 1949 - Den opvakte jomfru - 1950 - Café Paradis - 1950 - Det sande ansigt - 1951 - Det store løb - 1952 - Avismanden - 1952 - Hejrenæs - 1953 | - Det gælder livet - 1953 - En sømand går i land - 1954 - Taxa K-1640 Efterlyses - 1956 - Den store gavtyv - 1956 - Sønnen fra Amerika - 1957 - Det lille hotel - 1958 - Det skete på Møllegården - 1960 - Min kone fra Paris - 1961 (som skuespillerinde og instruktør) - Rikki og mændene - 1962 (som skuespillerinde, manuskriptforfatter og instruktør) - Sikke'n familie - 1963 - Jensen længe leve - 1965 - Den røde kappe - 1967 - Mig og min lillebror og storsmuglerne (som instruktørassistent) - Farlige kys - 1972 - Øjeblikket - 1980 - Babettes gæstebud - 1987 - Sidste akt - 1987 |